# بيل هاربر
بيل هاربر (بالإنجليزية: Bill Harper)‏ (19 يناير 1897 اسكتلندا المملكة المتحدة - 12 أبريل 1989 بليموث المملكة المتحدة) هو لاعب كرة قدم بريطاني سابق كان يلعب كحارس مرمى.

## روابط خارجية
- بيل هاربر على موقع الاتحاد الإسكتلندي (الإنجليزية)
- بيل هاربر على موقع قاعدة بيانات كرة القدم.إي يو (الإنجليزية)
- بيل هاربر على موقع ناشيونال فوتبول تيمز (الإنجليزية)